# 黒沼克史
黒沼 克史（くろぬま かつし、1955年8月2日 - 2005年4月17日）は、日本のノンフィクション作家。
著書｢援助交際｣は第3回編集者が選ぶ雑誌ジャーナリズム賞作品賞を受賞。
1996年ユーキャンが主催する新語･流行語大賞に｢援助交際｣がノミネートされ、
｢ルーズソックス｣、｢チョベリバ/チョベリグ｣､｢アムラー｣等といった言葉とともにトップテンに入賞した。

## 略歴･人物
北海道生まれ、都立西高校、筑波大学社会学類を卒業後、出版社勤務。
週刊文春の記者を経て、1987年よりフリーライターに転向。
不登校、いじめ自殺、援助交際、薬物濫用といった当時の十代を始めとした若者が抱える問題を主に取材した。
1996年に出版された著書｢援助交際｣は当時未成年者や若者の売春があまり顕在化していなかった日本において、社会的に大きな反響を呼び、その年の流行語大賞にノミネートされた。
著書である｢少年にわが子を殺された親たち｣や｢少年法を問い直す｣は、加害少年の供述を鵜呑みにする警察やメディア、遺族に沈黙を強いる世間の現実を描き、少年犯罪によって子供を失った親たちの苦しみや当時の少年法の不条理さを社会に提起した。
また、氏は執筆活動のみにとどまらず、実際に全国の少年犯罪被害者の遺族らと共に｢少年犯罪被害当事者の会｣を発足し、
政治家や弁護士との間で意見交換や周知活動を精力的に行い、その活動は2000年、2007年の少年法改正へと繋がっていった。

## 主な著書
- 『逆立ちする有名人: 宮沢りえから柄谷行人まで』 (1991年 文藝春秋)
- 『援助交際』 (1996年 文藝春秋)
- 『ゆ･ら･ぎ:10代が体験した阪神大震災 』 (1998年 集英社)
- 『少年にわが子を殺された親たち』 (1999年 草思社)
- 『少年法を問い直す』 (2000年　講談社)